# Peter J. McGuire

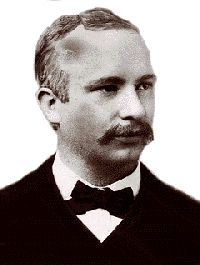
Peter J. McGuire (1852–1906), amerikanischer Sozialist und Gewerkschaftsführer

Peter James McGuire (* 6. Juli 1852 in New York; † 18. Februar 1906 in Camden, New Jersey) war ein amerikanischer Sozialist. Er war einer der bekanntesten Gewerkschaftsführer der Vereinigten Staaten von Amerika im neunzehnten Jahrhundert und Gründer der United Brotherhood of Carpenters and Joiners of America.

## Jugend
Peter J. McGuire wurde als Sohn einer armen irisch-römisch-katholischen Einwandererfamilie geboren. Sein Vater, John J. McGuire, war Portier eines Warenhauses und seine Mutter, Catherine Hand O’Riley managte den Haushalt. Als sein Vater 1863 als Soldat auf der Seite der Nordstaaten für den Amerikanischen Bürgerkrieg (1861–1865) eingezogen wurde, verließ der er als Junge mit 11 Jahren die Schule um den Lebensunterhalt der Familie zu bestreiten. Er arbeitete als Zeitungsjunge, Schuhputzer und Putzjunge in Geschäften.
Trotz seiner harten Arbeit fand er Interesse und Energie sich weiter zu bilden. Er besuchte die Abendkurse in Ökonomie, Arbeitsmarkttheorie und Rhetorik der Cooper Union, die dafür bekannt war ärmeren Bevölkerungsschichten Bildung und Wissen zugänglich zu machen. McGuire sog alles Wissen begierig in sich auf und wurde sehr schnell zu einem anerkannt guten Redner und Agitator. In der Cooper Union fand er auch den ersten Kontakt zu Samuel Gompers (1850–1924), mit dem ihn später lange Jahre der gewerkschaftlichen Zusammenarbeit verbinden sollte.
1867, mit nun 15 Jahre begann er eine Klavierbauer-Lehre bei Haines Piano und wurde gleichzeitig in dem New Yorker Zweig der International Workingmen’s Assiociaton aktiv. Seine ersten praktischen Erfahrungen in Aktionen der Arbeiterbewegung machte er 1872, als ca. 100.000 Arbeiter in New York erfolgreich für den Achtstundentag demonstrierten. Es brauchte nicht lange, bis McGuire selbst aktiv wurde und eine Auseinandersetzung um Lohnkürzungen gegen seinen Arbeitgeber anführte.
Die Wirtschaftskrise von 1873 ließ ihn dann die Erfahrung wie Hunderttausender in New York machen, von einem Tag zum anderen auf einmal arbeitslos zu sein. Er blieb nicht tatenlos. Auf den überall täglich stattfindenden Versammlungen der Stadt war McGuire als Redner zu finden. Neben seiner täglichen Agitation verfasste er Schriften für Flugblätter und fand mehr und mehr Zuspruch und Beachtung für seine Reden und Ideen. Aufgeschreckt von seiner wachsenden Popularität brandmarkte die New York Times den erst 21-jährigen schließlich als „Störer des öffentlichen Friedens“.
Die entscheidende Wende für ihn, Gewerkschaftsführer zu werden, kam durch den Tompkins Square Aufstand vom 13. Januar 1874, bei dem die New Yorker Polizei eine von ihm angemeldete öffentliche Versammlung mit brutaler Gewalt auflöste.

## Gewerkschaftsführer
Mit den Erfahrungen vom Tompkins Square und um die politischen Kräfte zu bündeln, gründete McGuire im Mai 1874 zusammen mit Adolph Strasser (1843–1939), dem Führer der Zigarrenmachergewerkschaft, und weiteren politischen Aktivisten die Social Democratic Workingmen’s Party of North America, deren Präsidiumsmitglied er wurde.
McGuire ging kurz danach fort von New York und „durchkämpfte“ das Land in den folgenden acht Jahren mit dem Ziel, die Arbeiterschaft zur Selbstorganisation und zum Kampf für ihre Arbeiterrechte zu mobilisieren.
Im Juli 1876 war er bei der Gründung der Workingmen’s Party of the United States in Philadelphia dabei und startete mit deren Unterstützungen seine Kampagnen zur Organisation der Arbeiter im Land. Auf einer Sechs-Wochen-Tour durch New England 1877 hielt er zum Beispiel 107 Reden und das meist vor mehr als Tausend Zuhörern. Er forderte die Leute auf, sich zu organisieren, durch Bildung von Kooperativen für Produktion und Distribution dem Kapitalismus entgegenzuwirken und für eine Abschaffung des bestehenden Lohnsystems einzutreten.
Er lebte für eine kurze Zeit in New Haven, Connecticut, wo er als Neuling in einer Wahl in nur 6 Wochen 9.000 Stimmen auf sich vereinigen konnte. Als Vertreter von New Haven saß er im Dezember 1877 im Komitee des ersten Kongress der Workingmen’s Party of the United States, der in Newark, New Jersey stattfand. Auf diesem Kongress wurde die Socialistic Labor Party gegründet, an der er auch wiederum aktiv beteiligt war.
1878 zog er nach St. Louis, Missouri, arbeitete dort als Möbelschreiner und begann dort die Zimmermänner und Schreiner zu organisieren.
1879 begleitete er die Gesetzgebungsverfahren im Staat Missouri in Bezug auf Verbesserung der klimatische Verhältnisse in den Gruben und Verbesserungen in den Regelungen zur Kinderarbeit. Er setzte sich erfolgreich für die landesweit erstmalige Einführung eines Büros für Arbeiterstatistik ein und wurde zu deren stellvertretenden Beauftragten bestellt.
1880 trat er dann von seinem Posten zurück um sich den Kampagnen der Greenback-Labor Party und der Socialist Labor Party, die sich im Dezember 1878 von der Socialistic Labor Party her kommend umbenannt hatte, anzuschließen.

### United Brotherhood of Carpenters and Joiners of America
1881 wurde er zum Sekretär des St. Louis Trades Assembly gewählt und publizierte einen Aufruf zur ersten nationalen Versammlung aller Zimmermänner, Schreiner und Tischler in Chicago. Am 8. August des Jahres versammelten sich 36 Delegierte von 14 Gewerkschaften aus 11 Städten des Landes, die zusammen etwas über 2000 Mitglieder vertraten, in der Trades Assembly Hall in Chicago und gründeten die United Brotherhood of Carpenters and Joiners of America (UBC), die Gewerkschaft, die nun für McGuire die wichtigste Aufgabe und Herausforderung der folgenden Jahre werden sollte. Als Initiator der Versammlung und Gründungsmitglied, wurde er zum ersten Sekretär der neuen Gewerkschaft bestellt, ging 1882 zurück nach New York, übernahm die administrative Verwaltung des Hauptbüros, gab die Gewerkschaftszeitung The Carpenter heraus und wurde in die Achtstundentag-Bewegung involviert.
Auch noch 1881 verfasste er einen Aufruf zu einem nationalen Kongress aller Gewerkschaften. Auf diesem Kongress, der am 15. November des gleichen Jahres stattfand, wurde dann die Federation of Organized Trades and Labor Unions (FOTLU) für die USA und Kanada gegründet, die als Vorreiter der American Federation of Labour (AFL) diente.
Nicht müde, wurde er 1882 auch noch Mitbegründer der Central Labor Union (CLU) in New York City und wurde Mitglied bei den Knights of Labor über das Local Assembly 1562 in Brooklyn, dem „Spread the Light Club“. Mit den Vorstellungen der Knights of Labor vertrug er sich nicht besonders, wurde am 29. November 1882 wegen Missachtung der Statuten von der Mitgliedschaft ausgeschlossen, aber wegen eines Formfehlers am 8. August 1883 wieder zugelassen.
Die Urheberschaft des Labor Day, der am 5. September 1882 im Elm Park, Port Richmond, Staten Island mit bis zu 50.000 Beteiligten zelebriert wurde, wurde ihm ebenfalls zugeordnet. Doch dieser Punkt ist umstritten, da ein Hobbyhistoriker 1973 die Urheberschaft des historischen Tages Matthew Maguire (1850–1917), Sekretär der Central Labor Union, zuordnen konnte.
1884, auf dem Kongress der Federation of Organized Trades and Labor Unions, initiierte er zusammen mit Gabriel Edmonston als Vertreter der UBC, den 1. Mai 1886 als Tag für einen Generalstreik zur Einführung des Achtstundentags festzusetzen und entsprechend zu organisieren. Der Streik fand statt und bewegte mehr als 350.000 Arbeiter aus 11.000 Unternehmen des gesamten Landes über 4 Tage hinweg. Das war die größte Demonstration der Arbeiterbewegung, die die Welt bis dahin gesehen hatte. Der Abbruch und Misserfolg der Streiks kam durch das Attentat am 4. Mai auf dem Haymarket in Chicago zustande.
1884 heiratete er Christina Wolff, mit der er vier Kinder hatte.

### American Federation of Labor
Am 8. Dezember 1886 wurde er auf dem Gründungskongress der American Federation of Labor (AFL) in Columbus, Ohio, die hier aus der Federation of Organized Trades and Labor Unions entstanden war, zum ersten Sekretär der Gewerkschaft gewählt, eine Position, die er bis 1889 parallel zu seiner Funktion als Führer der UBC ausfüllte.
Dass er seinen Job in der United Brotherhood of Carpenters and Joiners of America (UBC) nicht vernachlässigte, zeigte der rapide Zulauf an Mitgliedern von 1886 bis 1890, bei dem sich die Zahl der Organisierten mit 50.000 in vier Jahren mehr als verdoppelt hatte. McGuire rühmte sich damit, die nun „größte und schlagkräftigste Gewerkschaftsorganisation aufgebaut zu haben, die die zivilisierte Welt bis dahin gesehen hatte“.
Um mehr Zeit für die UBC zu haben, gab McGuire seine Position bei der AFL 1889 auf, verblieb aber als Vizepräsident zur Unterstützung Samuel Gompers bis 1900. Letztendlich wurde er genötigt das Amt wegen seines Alkoholismus und schlechten Gesundheitszustandes aufzugeben.
In der United Brotherhood regte sich, nachdem McGuire 1895 den Posten des Sekretärs gegen die Position des Schatzmeisters tauschte, mehr und mehr Widerstand. 1902 wurde er schließlich wegen angeblicher Veruntreuung von Geldern aus der Gewerkschaft ausgeschlossen. Das war das Ende seiner Gewerkschafterkarriere. Er starb am 18. Februar 1906 in Camden, New Jersey, wo er auch beerdigt wurde.
Im Jahr 2004 wurde er posthum vom US-Department of Labor für seine Verdienste um die Arbeiter- und Gewerkschaftsbewegung in die Labor Hall of Fame aufgenommen.